# حشره‌خوار نگرو
 حشره‌خوار نگرو (نام علمی: Crocidura negrina) نام یک گونه از سرده حشره‌خوارهای دندان‌سفید است.